# U-731
Unterseeboot 731 foi um submarino alemão do Tipo VIIC, pertencente a Kriegsmarine que atuou durante a Segunda Guerra Mundial.

## Comandantes
| Comandante                        | Data                                          |
| --------------------------------- | --------------------------------------------- |
| Werner Techand]]                  | 3 de outubro de 1942 - 30 de novembro de 1943 |
| Oblt. Graf Alexander von Keller]] | 1 de dezembro de 1943 - 15 de maio de 1944    |

## Subordinação
Durante o seu tempo de serviço, esteve subordinado às seguintes flotilhas:
| Período                                    | Flotilha                                  |
| ------------------------------------------ | ----------------------------------------- |
| 3 de outubro de 1942 - 30 de abril de 1943 | 8. Unterseebootsflottille (treinamento)   |
| 1 de maio de 1943 - 15 de maio de 1944     | 1. Unterseebootsflottille (serviço ativo) |

## Operações conjuntas de ataque
O U-731 participou das seguinte operações de ataque combinado durante a sua carreira:
- Rudeltaktik Iller (12 de maio de 1943 - 15 de maio de 1943)
- Rudeltaktik Donau 1 (15 de maio de 1943 - 26 de maio de 1943)
- Rudeltaktik Leuthen (15 de setembro de 1943 - 24 de setembro de 1943)
- Rudeltaktik Rossbach (24 de setembro de 1943 - 9 de outubro de 1943)
- Rudeltaktik Rügen 7 (28 de dezembro de 1943 - 2 de janeiro de 1944)
- Rudeltaktik Rügen 6 (2 de janeiro de 1944 - 7 de janeiro de 1944)
- Rudeltaktik Rügen (7 de janeiro de 1944 - 26 de janeiro de 1944)
- Rudeltaktik Stürmer (26 de janeiro de 1944 - 3 de fevereiro de 1944)
- Rudeltaktik Igel 2 (3 de fevereiro de 1944 - 16 de fevereiro de 1944)